# 大野線
大野線（おおのせん）は、日本国有鉄道が福井県東部を中心に運行していた自動車路線（国鉄バス）である。路線の大部分は1987年（昭和62年）1月31日付で廃止となり、季節路線となった残存区間も2002年（平成14年）9月30日付で廃止された。
本項目では、運行を担当していた大野自動車営業所についても記述する。

## 概要
国鉄越美線の先行路線として開設された路線である。開業は太平洋戦争戦時体制下の1944年（昭和19年）であった。当時、福井県大野郡周辺地域では民間事業者によりバス・トラックの運行が行われていたものの、戦時下で沿線地域の木材・薪炭などの林産資源の出荷需要が増大する一方、自動車の燃料やタイヤなどの供給が統制され、十分な輸送力の確保が困難となりつつあった。郡内町村からは鉄道省営自動車路線開設についての要望・請願がなされるに至っており、このような情勢を受け、同年9月にまず貨物専用路線として大野口 - 越前大谷間37kmほかが開業。担当する自動車区として大野自動車区が設置され、沿線の林産・鉱産資源や生産資材等の輸送に当たった。
戦後の1947年（昭和22年）からは旅客輸送も開始することとなり、大野口 - 美濃白鳥間及び谷戸口 - 中竜間計65kmが旅客路線として開業。京福電鉄越前本線と国鉄越美南線を結ぶ形で越美間の輸送路が接続され、併せて中竜鉱山関連の旅客輸送も行われることとなった。
1950年（昭和25年）に、大野自動車区は大野自動車営業所に改称した。国鉄越美北線の延伸開業により1960年（昭和35年）12月には越前大野駅、1972年（昭和47年）12月には九頭竜湖駅へ、それぞれ当線が乗り入れて接続している。また、1972年（昭和47年）には、国鉄三国線を代替する金津三国線が大野自動車営業所の管轄下で開業することとなり、同線沿線に出先機関が開設されている。
1970年代以降、沿線人口の過疎化や林業・鉱業の不振などにより当線の輸送量も減少が続き、貨物営業の廃止やバス運行のワンマン化などの合理化が図られた。人口の比較的多い大野市で、市内線系統や循環系統を開設するなどの利便性向上策も図られている。
しかしながら、その後も経営状況の好転には結びつかず、不採算状態は改善されなかったことから、国鉄分割民営化にあたって大野自動車営業所の所管路線は民営化新会社への承継対象とならずほぼ全廃されることとなり、1987年（昭和62年）1月31日までに大野本線の九頭竜湖駅前 - 美濃白鳥間を除く管内全路線が廃止され、大野自動車営業所自体も廃止・閉鎖となった。大野本線九頭竜湖駅前 - 美濃白鳥間については、美濃白鳥自動車営業所に移管の上、観光シーズンのみ運行する季節路線となって民営化新会社に承継された。以後、名金急行線の支線のような位置付けで季節路線として運行が続けられたが、2002年（平成14年）9月30日付で廃止となった（名金急行線#大野線も参照）。
1987年（昭和62年）1月31日付で廃止された区間については、大野市内区間は大野市が委託する貸切代替バス（京福電鉄運行）により、和泉村（当時）内は和泉村営バスにより、それぞれ代替された。その後、大野市と和泉村の合併や運行体制再編などを経て、2009年（平成21年）10月1日以降、これらの地域では大野市営バス及び乗合タクシーが運行されている。また、同日からは、1983年まで当線の市内線系統が運行されていた大野市市街地周辺地域で、大野市コミュニティバス「まちなか循環バス（ゆう・ゆうバス）」が運行されている。

## 路線
1983年（昭和58年）5月5日時点
- 大野本線
  - 大野三番 - 越前大野駅 - 君ヶ代橋 - 中休 - 谷戸口 - 勝原遊園 - 九頭竜湖駅前 - 朝日橋 - 白馬洞 - 油坂峠 - 美濃白鳥駅
  - 君ヶ代橋 - 中の出 - 中休
  - 谷戸口 - 中竜
    - 大野三番は、大野市中心部の京福大野駅付近に所在。開通当初は大野口を起点としていたが、その後旅客輸送の上では大野三番を起終点とするようになった。
    - 全線直通系統・区間系統のほか、1983年（昭和58年）5月からは循環系統「友兼線」（大野三番 - 越前大野駅 - 君ヶ代橋 - 中の出 - 中休 - 越前大野駅 - 大野三番の経路。朝に内回り1本、午後-夕方に外回り2本を運行）も開設されていた[5][3]。
    - 1975年（昭和50年）11月からは、「大野市内線」系統（大野三番 - 六間 - 越前大野駅 - 東中 - 市民会館前 - 陽明中学校前 - 合同庁舎前）が1日7往復運行されていた[4]が、利用増にはつながらず、減便を経て1983年5月に廃止されている[5]。
    - 積雪地であり、運行ダイヤは夏季ダイヤと冬季ダイヤが設定されていた。1979年（昭和54年）の例では、3月までの冬季ダイヤで大野本線は1日12往復・大野市内線は1日3往復の設定、4月からの夏季ダイヤで大野本線は1日13往復・大野市内線は1日4往復の設定となっていた[9]。
- 石徹白北線
  - 朝日橋 - 朝日前坂 - 下在所

## 運行していた地域
- 福井県大野市
- 福井県大野郡和泉村（路線廃止当時）

## 自動車駅
1985年（昭和60年）6月1日時点
- 九頭竜湖駅前駅
  - 九頭竜湖駅前駅は、1972年（昭和47年）12月の越美北線九頭竜湖駅開業以前は越前朝日駅と称しており、九頭竜湖駅開業に伴って同駅に移転・改称したものである。移転後も自動車駅としての位置付けのままで、鉄道駅の窓口業務を併せて行うこととなった。また、大野線の中間拠点としての機能も引き続き担っており、運行距離の長い大野三番 - 美濃白鳥駅直通系統の途中休憩も行われていた[3]。

## 車両
狭隘区間が介在し、かつ峠越え路線でブレーキや懸架装置などへの負担も大きいという路線環境にあることから、1970年代以降ワンマン化を進めるにあたっては、大型車ショート系のうちナロー車格に分類されるいすゞBA05N（国鉄バスでは3型中型車に類別）が投入・使用された。大野自動車営業所の末期まで在籍した車両もこの形式であった。他に3型中型車としては、いすゞCCM系も使用された。
また、大野市内循環路線には、5型大型車も使用された。
大野線運用車両が所属する大野自動車営業所は、大野市水落町に設置されていた。廃止後、跡地は大野市の市有地となり、1995年に交通公園が建設された。

## 沿革
- 1944年（昭和19年）9月 - 大野自動車区開設。大野口 - 越前大谷間37kmほかの貨物営業を開始。
- 1947年（昭和22年） - 大野口 - 美濃白鳥間及び谷戸口 - 中竜間計65kmで旅客営業を開始[12]。
- 1950年（昭和25年） - 大野自動車区を大野自動車営業所に改称。
- 1960年（昭和35年）12月 - 国鉄越美北線越前大野駅開業。同駅へ乗り入れ。
- 1972年（昭和47年）12月 - 国鉄越美北線九頭竜湖駅開業。同駅乗り入れに伴い、当線の自動車駅の越前朝日駅を同駅へ移設し、九頭竜湖駅前駅に改称。
- 1975年（昭和50年）11月 - 「大野市内線」系統（大野三番 - 六間 - 越前大野駅 - 東中 - 市民会館前 - 陽明中学校前 - 合同庁舎前）の運行を開始。これに伴い大野本線の枝線区間大野三番 - 東中間を開設。
- 1983年（昭和58年）5月5日 - 「大野市内線」系統廃止。これに伴い枝線区間大野三番 - 東中間廃止。また、大野本線の別の枝線の中の出 - 荒島間を廃止して君ヶ代橋 - 中の出間を開設し、循環系統「友兼線」（大野三番 - 越前大野駅 - 君ヶ代橋 - 中の出 - 中休 - 越前大野駅 - 大野三番）の運行を開始。
- 1987年（昭和62年）1月31日 - 九頭竜湖駅前 - 美濃白鳥間を除く全線廃止。大野自動車営業所廃止。大野市内区間は大野市が委託する貸切代替バス（京福電鉄運行）により、和泉村（当時）内は和泉村営バスによりそれぞれ代替。九頭竜湖駅前 - 美濃白鳥間は美濃白鳥自動車営業所に移管の上、観光シーズンのみ運行する季節路線となる。
- 2002年（平成14年）9月30日 - 九頭竜湖駅前 - 美濃白鳥間廃止。